# Indução eletrostática

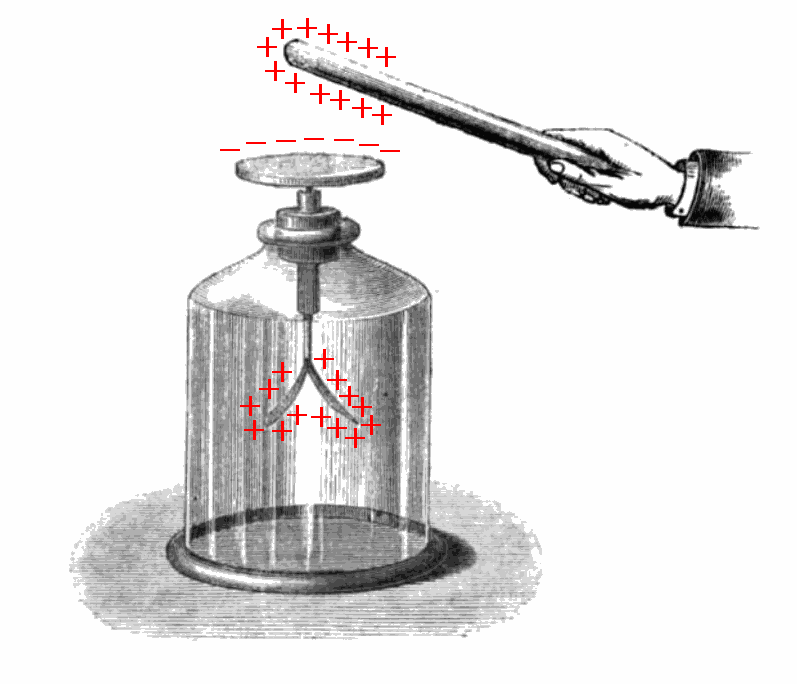
Por indução eletrostática as folhas do eletroscópio sofrem repulsão ao se aproximar um objeto eletrizado.

A indução eletrostática é o processo de carregar eletricamente um objeto colocando-o no campo elétrico de outro objeto carregado, às vezes também é chamada de indução elétrica.

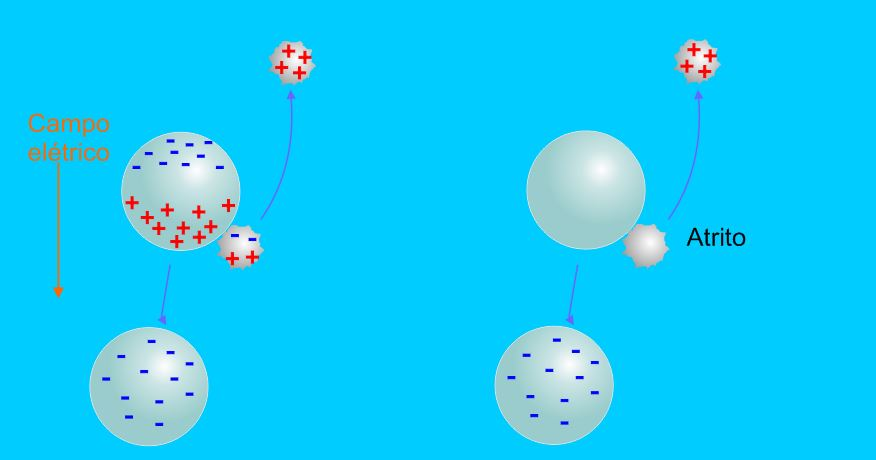
Processo de eletrização por indução das nuvens.

O processo de indução eletrostática ocorre quando um corpo eletrizado redistribui cargas de um condutor neutro. O corpo eletrizado, o indutor, é colocado próximo ao corpo neutro, o induzido, e isso permite que as cargas do indutor atraiam ou repilam as cargas negativas do corpo neutro, devido a Lei de Atração e Repulsão entre as cargas elétricas. A distribuição de cargas no corpo induzido mantêm-se apenas na presença do corpo indutor. Para eletrizar o induzido deve-se colocá-lo em contato com outro corpo neutro e de dimensões maiores, antes de afastá-lo do indutor. Ao conectar o corpo induzido a outro com dimensões maiores, como no caso mais frequente quando se usa o fio terra, este adquire cargas de sinal oposto ao do corpo indutor. 
Usamos um fio terra para conseguir eletrizar o corpo, uma vez que a terra é uma fonte inesgotável de prótons e elétrons. É válido ressaltar também, que os prótons não se movem, portanto são os elétrons que se movimentam pelo fio.